# Jan Korejs

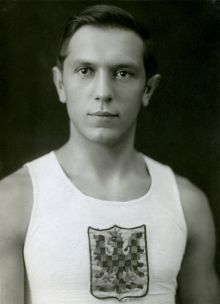
Jan Koreis

Jan Korejs (* 27. April 1907 in Žebětín; † 8. August 1949 in Brünn) war ein tschechoslowakischer Stabhochspringer.
Bei den Olympischen Spielen 1936 in Berlin wurde er Sechster mit 4,00 m. 
Seine persönliche Bestleistung von 4,01 m stellte er 1931 auf.